# 사샤 피에터스
사샤 피터서(Sasha Pieterse, 1996년 2월 17일 ~ )는 미국의 배우이다. 남아프리카 공화국 요하네스버그에서 태어나 라스베이거스를 거쳐 로스앤젤레스에서 살고 있다. 6살때부터 모델, 연기 활동을 시작하였다.

## 출연 작품
- 버닝 보리 (2015)
- 버논 갓 리틀 (2014)
- 인히어런트 바이스 (2014)
- 내겐 너무 특별한 친구 (2013)
- 긱 차밍 (2011)
- 엑스맨: 퍼스트 클래스 (2011)
- 내가 숨쉬는 공기 (2007)
- 굿 럭 척 (2007)
- 히어로즈 (2006)
- 샤크 보이와 라바 걸의 모험 (2005)

### 텔레비전
- 프리티 리틀 라이어스 1 (2010)